# Landsted
Et landsted eller en lystgård er en større herskabelig ejendom eller villa på landet. Oftest blev de opført af rige borgere i købstæderne eller hovedstaden, som ønskede en sommer- og feriebolig i landlige omgivelser. Nord for København byggedes der fra 1700-tallet en lang række landsteder for de rige købmænd i byen. Eksempler er Øregård, Sophienholm og Marienborg.
En del landsteder kaldes fejlagtigt herregårde, men betegnelsen herregård forudsætter, at ejendommen skal have nydt særlige privilegier som skattefrihed og have været en sæde- eller hovedgård.

## Historie
Man kan skelne mellem tre bølger af landsteder: en tidlig højborgerlig, en næsten samtidig handelsborgerlig i tilknytning til den florissante periode og en sen i tilknytning til den engelske kornhandelsperiode. Ligeledes kan man i Helstaten skelne mellem landsteder i tilknytning til hovedstaden, til provinsbyerne og i Hertugdømmerne, især i Altona.

### Hofborgerskabets landsteder
Landstedernes historie går tilbage til 1700-tallet. I Frankrig havde arkitekten og opinionsdanneren Jacques-François Blondel argumenteret for landliggerlivet. I bogen De la distribution des maisons de plaisance et de la décoration des édifices en general (Paris i 1737-38) hævdede han, at bylivet var usundt, støjende og nedslidende. Han fremhævede bylivet med dets fester, dets teaterforestillinger og hektiske arbejdsliv som en belastning for sunde mennesker og opstillede som modsætning hertil rekreation på landet som en nødvendig modforanstaltning med ren luft, haven med dens blomster og træer samt livet med familien. Disse betragtninger fandt også vej til Danmark, hvor Frankrig var noget af et forbillede for, hvad der var moderne på denne tid. I 1759 kunne Erik Pontoppidan konstatere, at der var oprettet et stort antal landsteder uden for, men i nærheden af København, og lignende iagttagelser blev gjort af andre i samtiden.
Det var især det højeste borgerskab, der have råd til at bekoste sådanne landsteder: folk som udenrigsminister Johan Sigismund Schulin, der lod opføre landstedet Frederiksdal ved Furesøen og Mølleåen i 1744, marineminister Frederik Danneskiold-Samsøe, der lod opføre landstedet Søllerødgård i 1740-42, hofarkitekten Laurids de Thurah, der lod opføre Holtegaard i 1758, greve Christian August von Berckentin, der lod opføre landstedet Kokkedal med udsigt over Øresund og Nivå Bugt, Holmens bygmester Philip de Lange, der lod opføre Store Mariendal i Hellerup omkring 1759, Møllmanns landsted opført på Frederiksberg i begyndelsen af 1750-erne og mange andre. Et fælles træk ved disse landsteder var den tilstræbte symmetri set udefra med fremhævet midterparti og en rumindretning med havesale som fast bestanddel ved siden af værelser. Selve byggestilen var i tidens modearkitektur, først med præg af barokken og rokokoen, senere klassicismen. Til disse landliggersteder hørte en markant have.

### Købmandsborgerskabets landsteder
En ny bølge af byggerier af landsteder indtrådte under den florissante periode 1776-1806: båret frem af velstand skabt under spekulationshandel var folk tilknyttet handelsstanden, storkøbmænd, nu i stand til at følge det højeste borgerskab og bygge sig egne landsteder. Samtidig fik de nye landsteder visse særtræk i forhold til tidligere: vandrette og lodrette linjer kom til at dominere bygningernes ydre, typisk blev etageadskillelser markerede med et vandret bånd, ligesom både ender og midtpartier fik vandret fugning. Et andet træk var, at valmtag blev delvist skjult ved hjælp af en attika dekoreret med vaser. Princippet med, at landstedet skulle vise, at det var finere og havde en anden funktion end andre huse på landet, blev i begyndelsen fastholdt ved at fremhæve hjørner og midtparti med vandret fugning, ligesom vestibule og havestue blev placeret midt i spejlaksen. Ofte fik sadel- eller valmtaget ombygget med en kvistetage, hvor der blev indrettet soveværelser. En kvist kunne fremhæve midtpartiet og desuden gøre huset "finere".
Efterhånden vandt en ny stil, nyklassicismen, frem. Den indebar, at symmetri ikke længere var en betingelse, dog fastholdt man længe symmetrien i facader og rumfordeling. Køkkenet lå fortsat i kælderetagen, soveværelser omkring en lang gang på 1. sal med trappen i den ene side af huset for at mindske træk og gøre opvarmning mere effektiv. Tidligere havde havestuen været husets største rum, men nu overtog spisestuen denne position, og haven blev ikke længere anset som en slags udestue men som det landskab, som huset var beliggende i.

### Landsteder i Altona
I Altona i Holsten ved Hamborg, der da var en del af Helstaten, var det imperiestilen, som slog igennem. Her tegnede Christian Frederik Hansen i egenskab af landbygmester stribevis af landsteder til dels inspireret af klassisk arkitektur med søjler som et karakteristisk dekorativt stilelement. Inspiration til denne stil kunne hentes fra engelske og nordamerikanske landsteder. Symmetrien for facaden gjaldt også her. Udsigten over Elben spillede en stor rolle ved husenes beliggenhed, og disse kom til at ligge side om side efter, at købmanden Georg Fr. Baur havde købt en stor byggegrund og efterfølgende lod arkitekten tegne og opføre 11 store, men forskellige huse langs Palmaillen, en gade med navn efter den plads, hvor man havde spillet boldspillet palla-a-maglio.

### Den tredje bølge
Under og efter Napolenskrigene indtraf en midlertidig stilstand i byggeriet af landsteder på grund af tidens svære økonomi. Først i 1830 satte en ny bølge af byggerier ind, nu til dels fremmet af et nyt handelsøkonomisk opsving, den engelske kornhandelsperiode. I mellemtiden var tidens mode atter skiftet og nye stilarter var vundet frem i byggekunsten.
Allerede under de tidligere opsving havde der som dekorativt element i haverne været opført træhuse i colonial style: bygninger med træbeklædte facader. Nu vandt en ny stil, schweizerstilen, frem. Husene, som var inspirerede af hytter i Schweiz, blev opført af træ eller med markante dekorative elementer i træ. Husene var ikke længere symmetriske, ej heller ruminddelingen. Andre bygninger blev opført i italiensk stil eller inspireret af traditionel nordisk byggeskik. Mange af disse nye huse var imidlertid byhuse beliggende i regulære villakvarterer i forstæder uden for byerne.
Egentlige landsteder var de proprietærgårde, som især købmænd lod opføre uden for købstæderne. Sådanne ejendomme forekom især i tilknytning til provinsbyerne. Karakteristisk for dem var, at der ofte blev knyttet en (som regel ret urentabel) landbrugsdrift til dem. I Nordøstsjælland blev adskillige landsteder opført ved hjælp af lerstampningsteknik i stedet for det traditionelle bindingsværk. Eksempler på dem er "Fairy Hill" ved Nyrup, der var ejet af den britiske generalkonsul i Helsingør Charles Fenwick.